# Renulites
Renulites, en ocasiones erróneamente denominado Renulinites, es un género de foraminífero bentónico invalidado por ser considerado nombre superfluo de Renulina de la familia Peneroplidae, de la superfamilia Soritoidea, del suborden Miliolina y del orden Miliolida. Su especie tipo es Renulina opercularia. Su rango cronoestratigráfico abarca el Luteciense (Eoceno medio).

## Clasificación
Renulites incluía a la siguiente especie:
- Renulites opercularia †, aceptado como Renulina opercularia